# Хокенхорн
Хокенхорн (нем. Hockenhorn) — гора в Бернских Альпах, Швейцария. Её высота — 3 293 метра над уровнем моря. Западнее вершины расположен перевал Лёчен. По гребню горы проходит граница между границе кантонами Берн и Вале. 

## Альпинизм
Первовосхождение на Хокенхорн было совершено в августе 1840 года Артуром Томасом Маклином (англ. Arthur Thomas Malkin)). 
С вершины Хокенхорна открывается вид на большую часть Пеннинских и Грайских Альп до Монблана. 
Классический маршрут подъёма на Хокенхорн идёт через перевал Лёчен с запада.